# محمد أباد سيد نظام (كورك وناريتش)
محمد أباد سيد نظام (بالفارسية: محمدآباد سیدنظام) هي قرية تقع في إيران في البلدة المركزية. يقدر عدد سكانها بـ 16 نسمة .